# اچ‌ام‌اس نپتون (۱۷۹۷)
اچ‌ام‌اس نپتون (۱۷۹۷) (به انگلیسی: HMS Neptune (1797)) یک کشتی بود که طول آن ۱۸۵ فوت (۵۶ متر) بود. این کشتی در سال ۱۷۹۷ ساخته شد.